# Аворос
Аворос (греч. Άβορος) — деревня в регионе Фокида Греции.

## Топоним
Этимология названия села славянская по Максу Фасмеру. Село получило название либо от соснового леса (бор), либо от коровника (бор}. Звук «о» из славянских языков всегда переходит в метатезе в звук «а» в греческом.

## География
Аворос расположен к юго-западу от плотины Морнос на склоне горы.

Рядом с землей деревни и вокруг построенной плотины есть ещё 7 деревень — Дафнос (Воштиница/Вощиница) на севере; Трестено на северо-запад; Коритес/Корито — к востоку от склона Гьоны; Конакос/Конако — к северу от Лидорики; Диапоти — к северу от села, которое до 1927 г. называлось Граница; Агитио, которое до 1927 г. называлось «Струга», расположено на востоке очень близко к селу, а село затонуло под плотиной со старым названием Велухово.
К западу от этого района, в непосредственной близости находится район Кравара.

## История
Старая деревенская церковь посвящена Успению Пресвятой Богородицы, и 15 августа село отмечает этот праздника.

## Известные уроженцы, жители
Родители видного военачальника Освободительной войны Греции (1821—1829) Иоанниса Макрияниса — Дмитрий и Василики Триандафилу — выходцы из села.

## Инфраструктура
Туризм.
Из деревни открывается прекрасный вид как на плотину, так и на горы Гьона, Вардусия и Эта вдалеке. По преданию, старое село находилось недалеко от Карасово, недалеко от Морнос и нынешней плотины, где сохранились остатки старых построек. Место, где сейчас деревня, называют «старыми платанами». Рядом с деревней находится местность под названием «килия», где находятся руины подворья Варнаковского монастыря.
Старая деревня была вотчиной (лена) Ферхата Эфенди, сипахи Лидорики, а в 1821 году воеводы Салоны. На участке также были коровники для хранения десятины, отсюда и название села. Место называлось «Дюкяни».